# Stefania ackawaio
Stefania ackawaio là một loài ếch trong họ Hemiphractidae. Chúng là loài đặc hữu của Guyana.
Môi trường sống tự nhiên của chúng là các khu rừng vùng núi ẩm nhiệt đới hoặc cận nhiệt đới.